# Biatlo nos Jogos Olímpicos de Inverno de 1998
O biatlo nos Jogos Olímpicos de Inverno de 1998 consistiu de seis eventos realizados na Estação Nozawa Onsen, em Nagano, no Japão.

## Medalhistas
Masculino
| Evento                        | Ouro                                                         | Prata                                                                          | Bronze                                                                       |
| ----------------------------- | ------------------------------------------------------------ | ------------------------------------------------------------------------------ | ---------------------------------------------------------------------------- |
| Velocidade 10 km detalhes     | Ole Einar Bjørndalen NOR Noruega                             | Frode Andresen NOR Noruega                                                     | Ville Räikkönen FIN Finlândia                                                |
| Individual 20 km detalhes     | Halvard Hanevold NOR Noruega                                 | Pier Alberto Carrara ITA Itália                                                | Alexei Aidarov BLR Bielorrússia                                              |
| Revezamento 4x7,5 km detalhes | Ricco Groß Peter Sendel Sven Fischer Frank Luck GER Alemanha | Egil Gjelland Halvard Hanevold Dag Bjørndalen Ole Einar Bjørndalen NOR Noruega | Pavel Mouslimov Vladimir Dratchev Sergei Tarasov Viktor Maigourov RUS Rússia |

Feminino
| Evento                        | Ouro                                                            | Prata                                                               | Bronze                                                                                        |
| ----------------------------- | --------------------------------------------------------------- | ------------------------------------------------------------------- | --------------------------------------------------------------------------------------------- |
| Velocidade 7,5 km detalhes    | Galina Koukleva RUS Rússia                                      | Uschi Disl GER Alemanha                                             | Katrin Apel GER Alemanha                                                                      |
| Individual 15 km detalhes     | Ekaterina Dafovska BUL Bulgária                                 | Olena Petrova UKR Ucrânia                                           | Uschi Disl GER Alemanha                                                                       |
| Revezamento 4x7,5 km detalhes | Uschi Disl Martina Zellner Katrin Apel Petra Behle GER Alemanha | Olga Melnik Galina Koukleva Albina Akhatova Olga Romasko RUS Rússia | Ann-Elen Skjelbreid Annette Sikveland Gunn Margit Andreassen Liv Grete Skjelbreid NOR Noruega |

## Quadro de medalhas
| Ordem | País             | Medalha de ouro | Medalha de prata | Medalha de bronze |    |
| ----- | ---------------- | --------------- | ---------------- | ----------------- | -- |
| 1     | NOR Noruega      | 2               | 2                | 1                 | 5  |
| 2     | GER Alemanha     | 2               | 1                | 2                 | 5  |
| 3     | RUS Rússia       | 1               | 1                | 1                 | 3  |
| 4     | BUL Bulgária     | 1               |                  |                   | 1  |
| 5     | ITA Itália       |                 | 1                |                   | 1  |
| 5     | UKR Ucrânia      |                 | 1                |                   | 1  |
| 7     | BLR Bielorrússia |                 |                  | 1                 | 1  |
| 7     | FIN Finlândia    |                 |                  | 1                 | 1  |
| TOTAL | TOTAL            | 6               | 6                | 6                 | 18 |